# Signalrelais
Ein Signalrelais ist ein Relais, das den Anforderungen im Bereich der Zugsicherung genügen muss, damit es für sicherheitsrelevante Schaltungen im Bereich der Eisenbahnsicherungstechnik verwendet werden darf. Der Begriff „Signal-“ ist hier nicht im informationstechnischen Sinne zu verstehen, sondern leitet sich aus dem hauptsächlichen Einsatzgebiet von Signalrelais ab: der Eisenbahnsicherungstechnik (auch: Signaltechnik, Zugsicherungstechnik).
Hauptsächliches Einsatzgebiet sind das Relaisstellwerk, aber auch in den anderen Stellwerkstechniken kommen Signalrelais zum Einsatz.

## Anforderungen

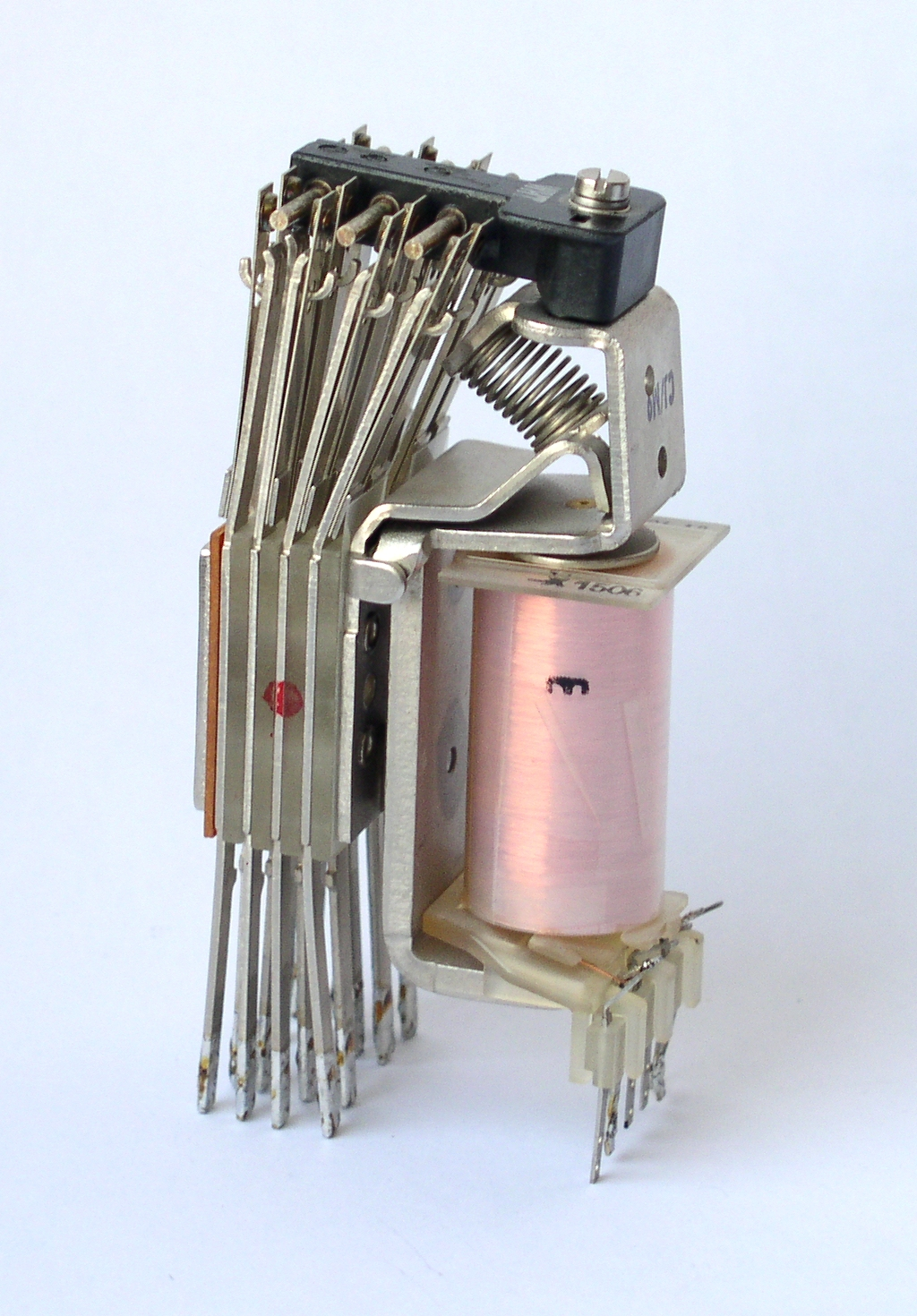
Signalrelais „K50“ von Siemens (Typ C), monostabil

### Allgemeine Sicherheitsanforderungen
Grundsätzlich sind Relais für sicherheitsrelevante Schaltungen sehr gut geeignet, da sie – im Gegensatz zur Elektronik – nur wenige Ausfallarten besitzen und deshalb der Sicherheitsnachweis auf Bauteil- und Schaltungsebene vollständig geführt werden kann. Damit dies jedoch möglich ist, benötigen Signalrelais spezielle Eigenschaften, die über die Eigenschaften herkömmlicher Relais hinausgehen.
Sicherheitsrelevante Eigenschaften herkömmlicher Relais:
- Hohe Ansprechschwelle
- Vorzugsausfallrichtung (monostabile Relais)
- Selbstreinigende Kontakte

Zusätzliche Eigenschaften von Signalrelais:
- Große Kontaktabstände
- Doppelte Kontaktunterbrechung
- Sicheres Öffnen, auch bei Verschweißen anderer Kontakte
- Zwangsführung der Kontakte

Das wichtigste Merkmal von Signalrelais ist die Zwangsführung der Kontakte. Dies bedeutet, dass alle Kontakte mechanisch starr miteinander verbunden sein müssen. Nur so kann schaltungstechnisch durch die Prüfung eines Kontakts auf die Stellung aller anderen Kontakte geschlossen werden.

### Spezielle Sicherheitsanforderungen nach Klassifizierung

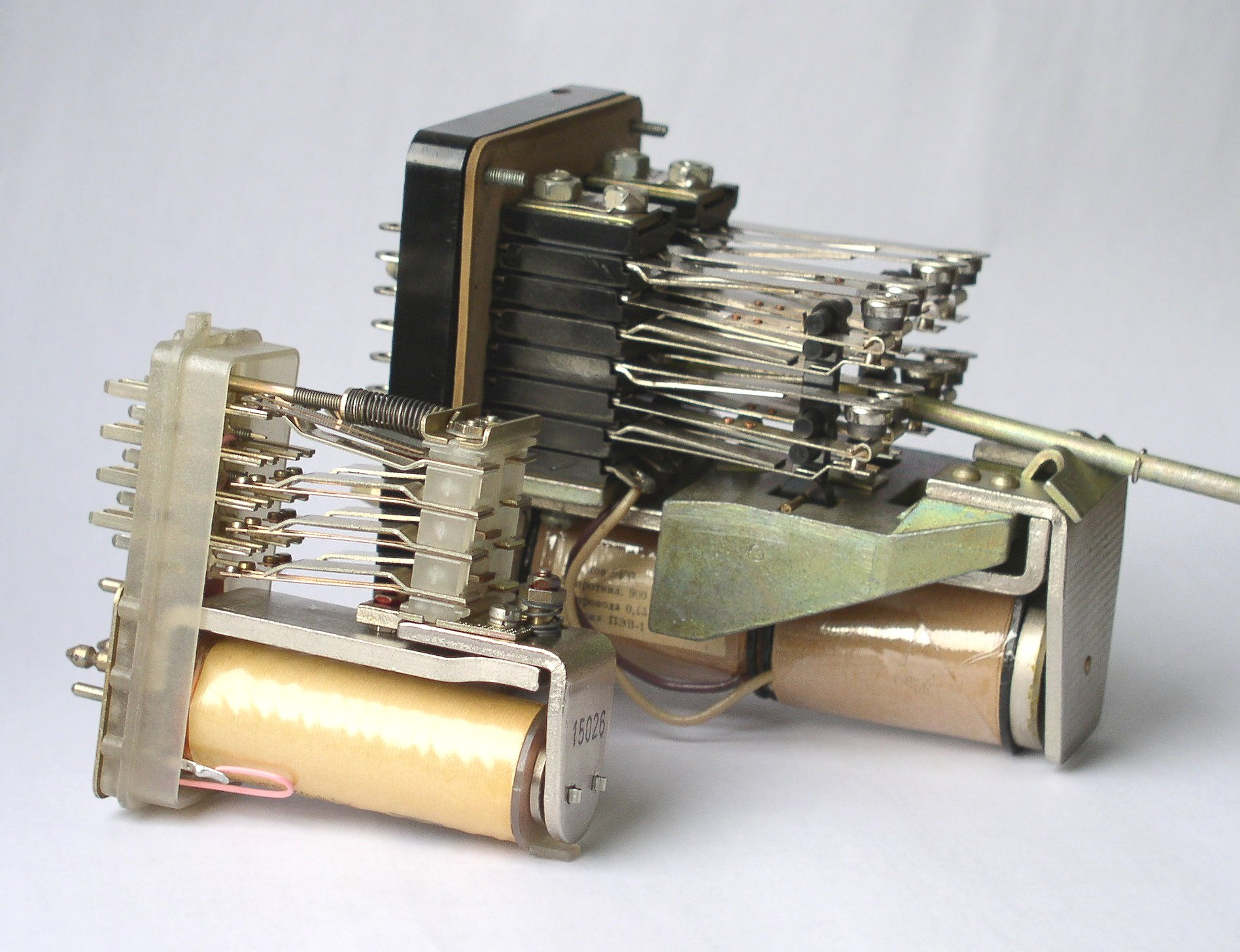
Vergleich zwischen Signalrelais Typ C (vorn, neutrales Relais N3 von WSSB) und Typ N (hinten, neutrales Gleichstromrelais НМШ für Stellwerke der Bauform EZM(G))

Grundsätzlich kommen bei der Gestaltung sicherer Relaisschaltungen zwei unterschiedliche Typen von Signalrelais zum Einsatz, die nach UIC-Definition in zwei Klassen eingeteilt werden: Typ N (not controlled) und Typ C (controlled).
Bei Typ N-Relais, umgangssprachlich auch als „Schwerkraftrelais“ bezeichnet, ist der Abfall des Relaisankers bei Abschaltung der Spannung an der Spule immer gewährleistet. Außerdem wird für die Kontakte eine Materialkombination (z. B. Kohle/Silber) verwendet, die ein Verschweißen unmöglich macht. Typ N-Relais sind – bedingt durch die konstruktiven Anforderungen – größer und schwerer, durch die ausgeschlossenen Ausfälle sind jedoch die Schaltungen einfacher.
Bei Typ C-Relais ist der Abfall des Relaisankers nicht sichergestellt. Dieser kann z. B. durch Restmagnetismus und Brechen einer Feder auch bei Abschaltung der Spannung angezogen bleiben. Damit hierdurch keine gefährlichen Zustände entstehen, muss schaltungstechnisch der Abfall des Relais geprüft werden, wozu die Zwangsführung der Kontakte unverzichtbar ist. Außerdem sind Kontaktverschweißungen physikalisch nicht ausgeschlossen. Typ C-Relais sind kleiner und leichter, durch die notwendigen schaltungstechnischen Prüfungen, insbesondere Abfallprüfungen, werden die Schaltungen jedoch komplexer.

## Arten

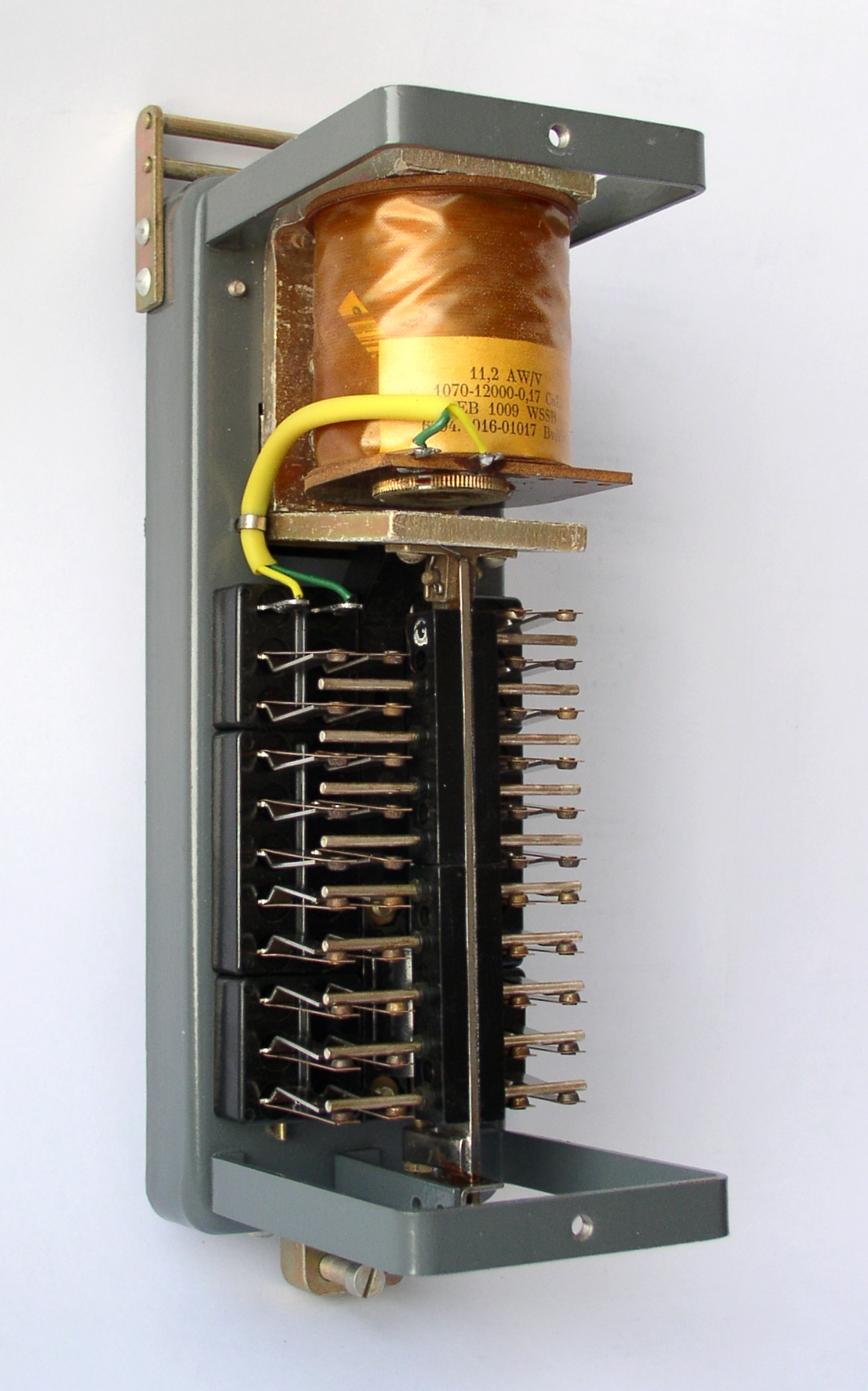
Monostabiles Signalrelais Bauform II (»Normalrelais«) vom WSSB

### Monostabil
Monostabile Signalrelais haben nur eine stabile – die abgefallene – Stellung. Da dies der energieärmere Zustand ist, wird die abgefallene Stellung bei der Schaltungsgestaltung als Vorzugsausfallrichtung genutzt, da es wesentlich wahrscheinlicher ist, dass ein Relais fehlerhaft abgefallen als fehlerhaft angezogen ist.

### Bistabil
Bistabile Signalrelais haben zwei stabile Stellungen, die meist durch jeweils ein Spulensystem erreicht werden. Bistabile Relais werden genutzt, um Zustände – auch bei Stromausfall oder einer anderen Unterbrechung der Spulenzuleitung – zu speichern. Außerdem sind sie energiesparender, da nach dem Wechsel der Stellung in der Regel die Stromzufuhr zur zuletzt anziehenden Spule durch einen Kontakt des Relais selbst unterbrochen wird. Bistabile Relais sind konstruktiv aufwändiger.

#### Stützrelais
Die stabilen Stellungen beim Stützrelais werden durch mechanische Abstützungen hergestellt. Stützrelais sind die historisch ältesten bistabilen Relais. Nachteilig ist der feinmechanische Aufwand für den Stützmechanismus.

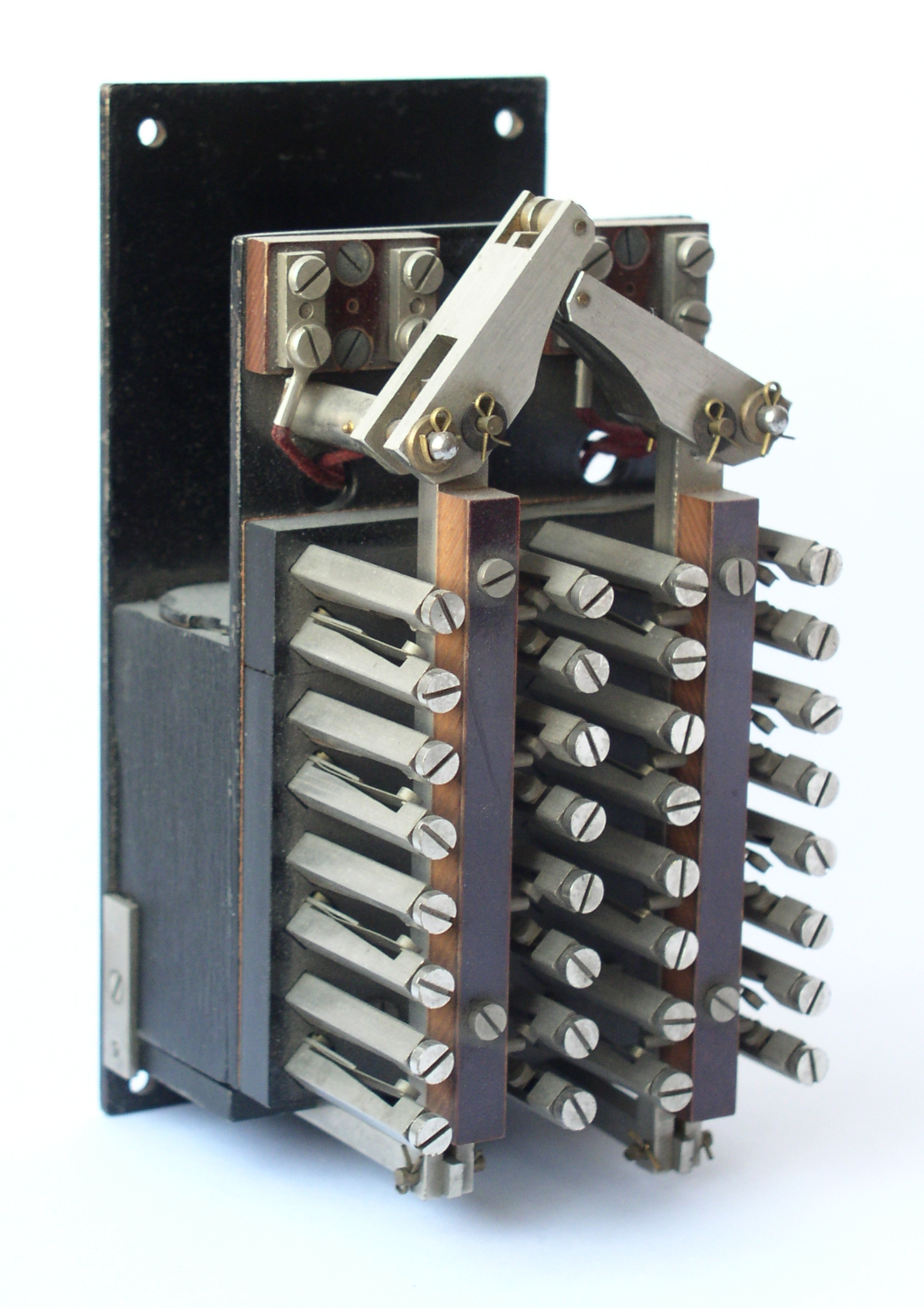
Stützrelais von VES

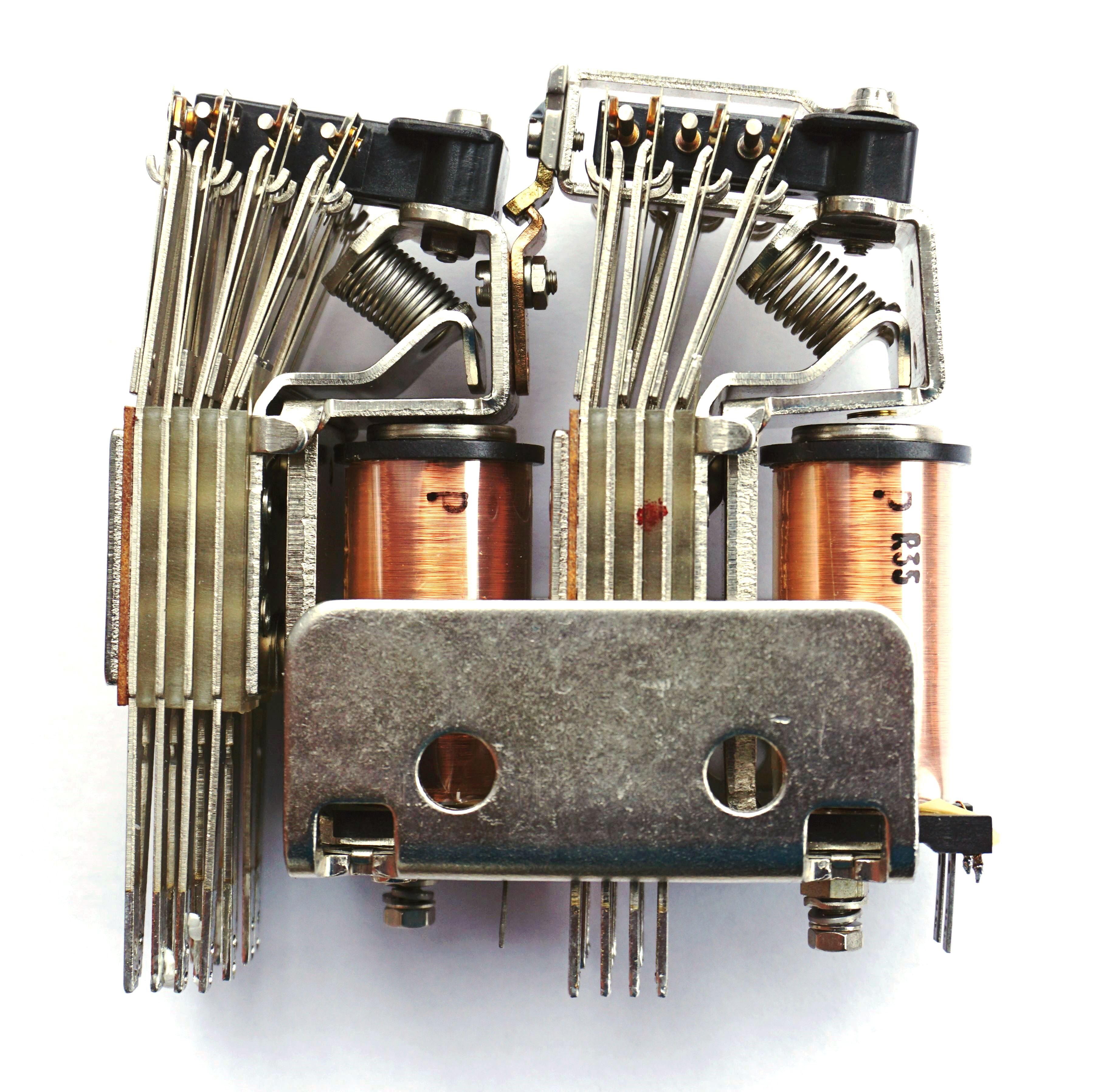
Signalrelais „K50“ von Siemens (Typ C), bistabil

#### Kipprelais
Bei Kipprelais werden die stabilen Zustände durch Federkraft hergestellt. Da bei deren Brechen ein sicherer Zustand nicht garantiert werden kann, dürfen Kipprelais nur mit besonderen schaltungstechnischen Maßnahmen für sicherheitsrelevante Schaltungen verwendet werden. Kipprelais bieten zwei völlig gleichwertige Stellungen, zusätzlich gibt es im Gegensatz zu Stützrelais keinen Unterschied beim Kontaktdruck, wenn der betreffende Anker von der Spule angezogen wird oder sich mechanisch abstützt.

#### Haftrelais
Das Haftrelais ist das modernste bistabile Signalrelais. Die stabilen Zustände werden auf unterschiedliche Art und Weise hergestellt: Durch Federkraft und Magnetismus. Bei einem Haftrelais besteht das Magnetsystem aus einem Permanentmagnet und einer Spule auf einem gemeinsamen Kern. Zusätzlich fehlt dem Anker in der Regel das unmagnetische Klebblech. Der Permanentmagnet alleine ist in der Regel nicht in der Lage, den Anker zum Anzug zu bringen, er hält ihn jedoch im angezogenen Zustand. Um das Relais zum Anzug zu bringen, wird die Spule so an Spannung gelegt, dass ihr Magnetfeld das des Permanentmagneten verstärkt. Die angezogene Lage behält das Relais ohne weiteren Stromfluss bei. Um es zum Abfall zu bringen, wird die Spule mit entgegengesetzter Polarität an Spannung gelegt. Beide Magnetfelder löschen sich nahezu aus und durch die Wirkung der Feder fällt der Anker ab. Bei Relais mit Selbstabschaltkontakten sind für Anzug und Abfall getrennte Wicklungen vorhanden. Die magnetisch angezogene Stellung gilt als Vorzugsausfallrichtung.

### Spezielle Arten

#### Blockrelais
Das Blockrelais arbeitet nach dem Prinzip des Schrittschaltwerkes und wird für klassische Streckenblockaufgaben verwendet. Es kann mit Wechselstromblockfeldern und mit anderen Einrichtungen, die wie beispielsweise VES-Blockmagnete nach demselben Prinzip funktionieren, korrespondieren.

#### Motorrelais
Das Motorrelais ist nach dem Prinzip des Asynchronmotors aufgebaut. Es arbeitet sowohl sehr frequenz- als auch phasenselektiv und ist damit weitgehend unempfindlich gegen Fremd- und Störspannungen. Das Motorrelais wird hauptsächlich als Gleisrelais für Gleisstromkreise und als Blockrelais im automatischen Streckenblock verwendet. Motorrelais gibt es als Zwei- und Dreilagenrelais. Ein Zweilagenrelais hat zwei definierte Endlagen, abgefallen und angezogen in üblicherweise nach rechts gedrehter Endlage. Beim Dreilagenrelais gibt es eine zusätzliche Endlage in nach links gedrehter Stellung, sie tritt nach einer Phasenverschiebung der Steuerphase um 180°, in der Regel durch Umpolung, ein. Damit sind über zwei Kabeladern drei Informationen übertragbar.

## Schaltungsdarstellung
Entgegen der in der Elektrotechnik üblichen Darstellungsweise wird für elektrische Schaltungen der Eisenbahnsicherungstechnik die „pfeilsche Kurzschaltung“ verwendet.

## Fachliteratur
- H.-J. Arnold u. a.: Eisenbahnsicherungstechnik. transpress Verlag, Berlin 1980, DNB 810486628.
- Klaus Fischer u. a.: Sicherung des Schienen- und Straßenverkehrs – Technische Grundlagen. transpress Verlag, Berlin 1983, DNB 850307201.
- Wolfgang Fenner, Peter Naumann, Jochen Trinckauf: Bahnsicherungstechnik. Publics Corporate Publishing, Erlangen 2003, ISBN 3-89578-177-0.
- Werner Köhler: Relais. Grundlagen, Bauformen und Schaltungstechnik. Franzis-Verlag, München 1978, ISBN 3-7723-1602-6.
- Ulrich Maschek: Sicherung des Schienenverkehrs Kapitel 3.6 Relaistechnische Informationsverarbeitung. Springer Vieweg, Wiesbaden 2012, ISBN 978-3-8348-1020-5.